# عبد الحميد ياسين
عبد الحميد ياسين، ولد في اللد، سنة 1908. هو صحفي وكاتب فلسطيني.

## حياته
تخرج في دار المعلمين في القدس سنة 1924. مارس التعليم لمدة ست سنوات ثمّ التحق بالجامعة الأمريكية في القاهرة، حيث حصل على بكالوريوس في العلوم الاجتماعية والآداب سنة 1933.
 شغل وظائف إداريّة متعددة، من أبرزها: تعليمية في مدرسة الفرندز برام الله، حيث نظم حفلات “عكاظ” الأدبية، ثمّ عيّن مساعد مدير البرامج العربية في محطة الإذاعة الفلسطينية سنة 1936، ومنها نُقل إلى مكتب الترجمة وهو أحد فروع السكرتارية العامة في القدس سنة 1937، حتى أصبح مديرًا لإمارة بلدية يافا سنة 1947.
 وبعد نكبة 1948 ذهب إلى الأردن، فالقاهرة، حيث عمل مسجلاً للجامعة الأمريكية ومدرساً وعميداً لكلية التربية فيها، ومحرراً لمجلة “التربية الحديثة” الصادرة عنها. وقد حصل فيها، أثناء عمله هذا، على البكالوريس في التربية. وكان لسنوات عدة في الأربعينيات مسؤولًا عن برامج الأطفال والأحداث في إذاعة فلسطين، حيث كان يقدم برامجه بإسم “أبو أسامة”.
 وفي سنة 1953 عاد إلى الأردن حيث عين مديرًا لدار المعلمين في عمان لدى إنشائها، وأنشأ مجلة “رسالة المعلم” وكان رئيس تحريرها. وقد استعارته الجامعة الأردنية عند إنشائها سنة 1962 أمينًا عامًا. وعُيّن في سنة 1964 مديرًا لدائرة التربية والتعليم بوكالة غوث اللاجئين الفلسطينيين في الأردن لإغاثة وتشغيل اللاجئين الفلسطينيين في الشرق الأدنى، واختير سنة 1966 مديرًا لمكاتب منظمة التحرير الفلسطينية في القاهرة، ممثلًا لها في الجامعة العربية.
 هذا ما ساهم به في كتابة القصة القصيرة، موضوعة، ومترجمة. وذلك في كتابه الذي أصدره عام 1946 في يافا وضم مجموعة قصصية بعنوان “أقاصيص”. كما وكانت له مساهمة في ترجمة كتاب العقل المنطلق (بيروت 1960)، ومجموعة أقاصيص لاوسكار وايلد وهوفمان وتشكوف (يافا 1946).

## وفاته
توفى عبد الحميد ياسين ودفن في عمان (1975). وقد جمعت، بعد وفاته، مقالاته التي نشرها في الصحف والمجلات، ونشرت في الكتب التالية: رسالة في التربية الحديثة، فكر وأدب، ملامح فلسطينية، أعلام وإدارة، في مناسبات إسلامية.
شغل وظائف أخرى قبل النكبة منها: وظيفة مدير لبلدية (يافا) سنة 1947. وبعد عام 1948 لجأ إلى الأردن، وعيّن في إدارة معاهد المعلّمين، ثم خبيرًا في اليونسكو، ثم اختير أمينًا عامًا للجامعة الأردنية عند إنشائها، ثم شغل مدير عام الإذاعة الأردنية سنة 1967، توفي عبد الحميد ياسين ودفن في عمان (1975). وقد جمعت، بعد وفاته، مقالاته التي نشرها في الصحف والمجلات، ونشرت في الكتب التالية: رسالة في التربية الحديثة، فكر وأدب، ملامح فلسطينية، أعلام وإدارة، في مناسبات إسلامية.
لقد كتب عبد الحميد ياسين المقالة والقصة والرسالة التربوية، وما بين أول أعماله: مجموعة «أقاصيص» التي طبعت بيافا سنة 1946، وبين رسالته في «التربية الحديثة» التي طبعت بعد وفاته سنة 1975.
ومن كتبه كتاب البوسنة والهرسك للفترة 229 ق.م - 1996 م. بين التدهور الحضاري للغرب والاستقلال والتقسيم.